# Illicium henryi

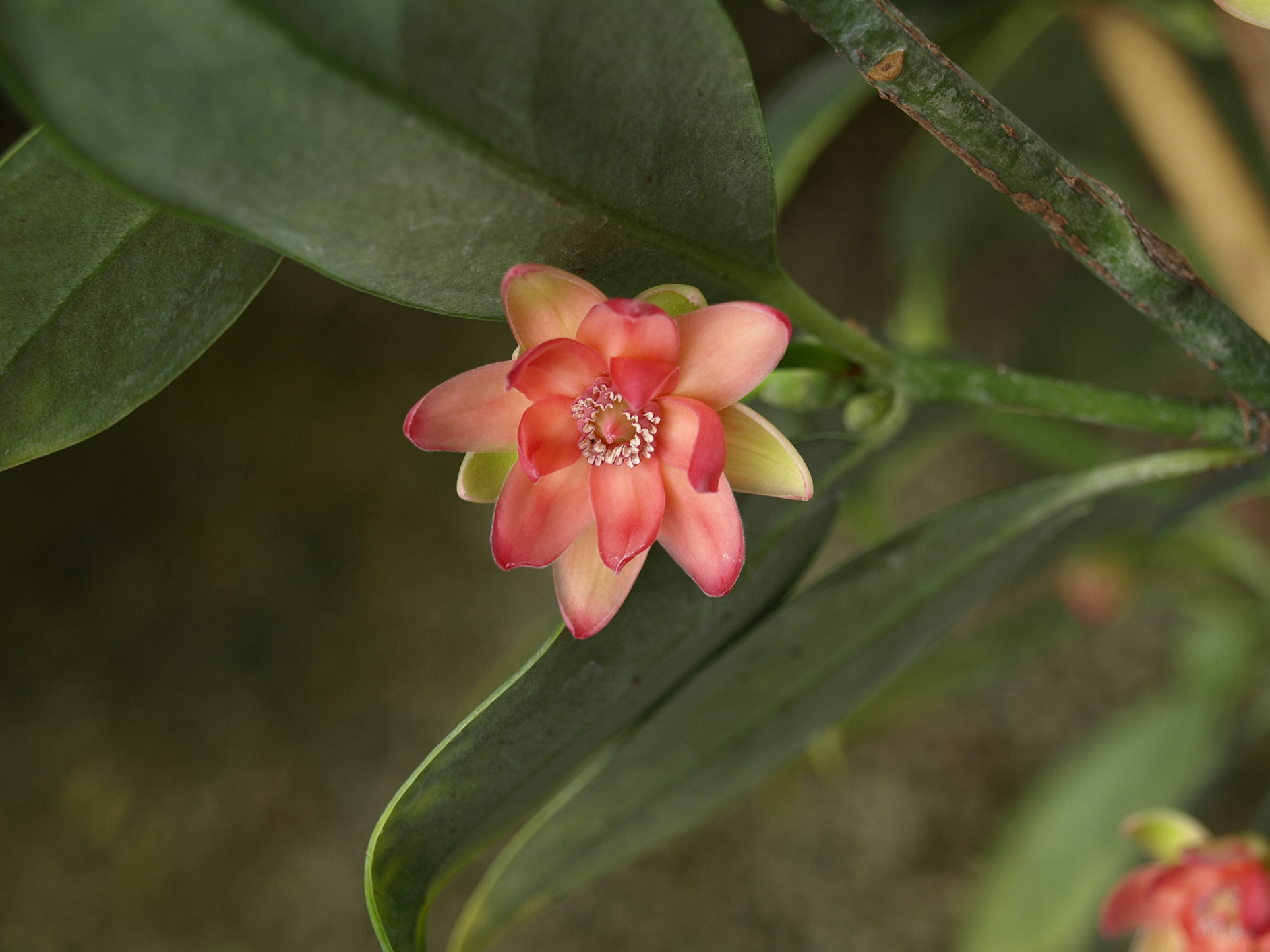
virága

Az Illicium henryi vagy Henry-ánizsfa, az illicium nemzetségbe tartozó örökzöld növény. Kínából származik, de dísznövényként máshol is hasznosítják, mert jól tűr más éghajlati viszonyokat és gondozási igénye sem nagy.

## Elterjedése
Őshonos Kínában, de kedvelt dísznövény az Amerikai Egyesült Államok délkeleti részén elsősorban Florida és Georgia államokban. Erdők, hegyek, bozótok, szakadékok nedves részein,  300-2500 méter tengerszint feletti magasságig található meg.

## Leírása
A örökzöld piramis formájú lombozatú, cserje vagy fa. A növény 8-12 méter magasra nő meg. A sötétzöld színű levelei fényesek, bőrszerűek és hosszúkás lándzsa alakúak. A levelei ánizs illatúak nincs számottevő kártevője. A növényevő állatok nem fogyasztják, ezért hasznosítható a szarvasfélék távoltartására védősövényként. A virágainak színe a rózsaszíntől a mély bíbor árnyalatáig terjed. A virág 1,5-5 centiméteres kocsányon lóg és 10-15 sziromból áll.  A hagyományos kínai orvoslás hasznosítja a növény különböző részeit, de a termése mérgező.